# Vịt Rouen

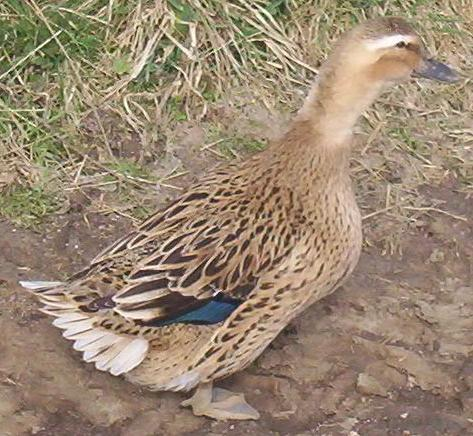
Một con vịt Roăng

Vịt Rouen (phát âm tiếng Việt là vịt Ruăng) là một giống vịt hạng nặng có nguồn gốc từ nước Pháp trước thế kỷ 19. Đây là một giống vịt kiêm dụng đa mục đích như lấy thịt vịt, trứng và cũng là giống vịt thuần chủ yếu để trang trí, triển lãm hơn là vịt lấy trứng vì chúng đẻ trứng không sung mãn như những giống vịt khác nên vịt Rouen thường được sử dụng cho thịt vịt. Đây là giống vịt có ảnh hưởng, làm nền để lai tạo ra các giống khác như vịt Khaki Campbell, vịt Orpington. 

## Đặc điểm
Các màu lông của cả vịt trống Rouen và vịt mái Rouen là gần giống như của vịt trống Mallard và vịt mái Mallard. Các mô hình màu Mallard được gọi cho giống vịt này là màu xám. Con đực có đầu màu xanh lá cây, cườm cổ màu trắng, lông đuôi màu đen và tối, tro lông đuôi màu nâu, một cơ thể màu xám, và một vú màu rượu vang đỏ sâu. Vịt mái Rouen có một màu phù gỗ gụ màu nâu, với một vương miện màu nâu và nâu mắt sọc kéo dài từ mặt sau của mắt. Một tính năng của mô hình màu mái là khác nhau, có thấm chi tiết được tìm thấy trên lông của đầu, cổ, cơ thể, cơ thể, hầu hết các cánh và đuôi.
Vịt mái Rouen có thể là màu nâu sẫm hơn nhiều so với vịt mái Mallard. Cả hai giới cũng có lông vịt màu xanh. Tuy nhiên, lông vịt Rouen thì có màu sáng hơn và kích thước lớn hơn so với các con vịt Mallard. Những con Rouen trưởng thành thường lớn hơn một cách đáng kể so với vịt Mallard. Các con vịt Rouen con giống hệt vịt con Mallard về màu lông. Tại Bắc Mỹ, hai loại riêng biệt được lai là chủng đa dạng thông thường, hoặc lai sản xuất, có nghĩa là lớn hơn một Mallard nhưng có một dáng vịt điển hình, và nhiều tiêu chuẩn lai. Sự đa dạng trong vịt sản xuất thường nặng 6-8 lbs (2,7-3,6 kg) trong khi tiêu chuẩn lai nặng 9-12 lb (4,1-5,4 kg). Vịt Rouen có thể được phân biệt với vịt trời hoang dã bởi sự hiện diện của một cái sọc thứ hai chạy qua khuôn mặt ngay dưới mắt của chúng, trong khi vịt trời chỉ có một sọc chạy qua con mắt của nó.

## Lịch sử

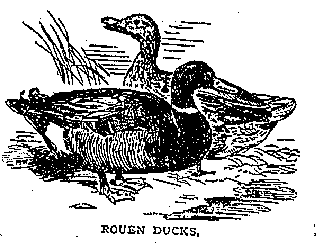
Lịch sử giống vịt Rouen

Các giống vịt này đầu tiên được lớn lên tại Pháp, nhưng nó đã không được công nhận cho đến khi nó đưa đến Anh vào thế kỷ 19, nó đã được tinh chế thành các giống và được công nhận là vịt Rouen ngày hôm nay. Các phiên bản gốc Pháp giống như một biến thể lớn hơn trung bình của vịt Mallard, nhưng bằng cách chọn lọc giống, người Anh phát triển triển lãm kiểu Rouen. Sản phẩm cuối cùng là một con vịt với một, lườn sâu dài, cấu hình thuyền, xuất hiện rất lớn và dấu hiệu tinh tế, đặc biệt là có thấm tháp vào. Nó được sử dụng chủ yếu như một con vịt rang (lấy thịt); mặc dù nó có thể đẻ 35-125 trứng một năm, đã có các giống khác mà với sản lượng cao hơn. Trứng thường màu trắng, nhưng có thể có sắc thái màu xanh dương và xanh lá cây.
Trong năm 1850 những con vịt Rouen lần đầu tiên được du nhập vào nước Mỹ bởi D. W. Lincoln của vùng Worcester, Massachusetts, và sử dụng như vịt để chăn nuôi nói chung cho đến khi trở nên phổ biến như việc chăn nuôi các loài gia cầm. Chúng đã được bao gồm trong các Tiêu chuẩn lựa của Hiệp hội Chăn nuôi gia cầm của Mỹ vào năm 1874 và kể từ đó đã giành được nhiều danh hiệu, thường có các mục nhất trong lớp nặng và làm tốt trong cuộc cạnh tranh với các giống khác. Vịt cũng được biết đến ở Việt Nam.